# N立方體衛星

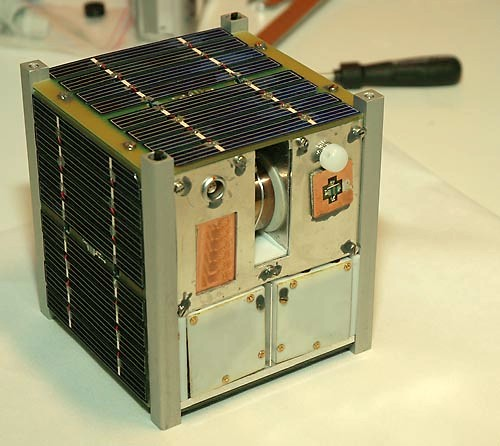
挪威的立方體衛星：nCUBE2.

nCube是由幾所挪威大學和學院的學生建造的衛星系列。但由於發射（nCube-1）和佈署到軌道（nCube-2）的一些問題，這兩顆衛星都沒有運作。 
這兩顆衛星都是建立在微微衛星標準上的立方體衛星，它們所有的酬載被設置在10公分立方大小的體積內。這種標準允許一個或多個立方體衛星在更大的衛星發射時，搭便車經由背駝一起發射。這樣，較小的衛星就能廉價的進入軌道。
nCube衛星的一個目的是激發學生和教育機構對科學的興趣，提高太空技術的能力。此外，加強教育機構與工業界的合作，以及挪威南北教育機構之間的知識交流。
另一個目的是與業餘無線電的地面戰通訊，並策是一個太空誕生AIS，以追蹤船隻和馴鹿的接收機。
截至2013年， NTNU正在開發稱為NUTS-1的2U立方體衛星。

## 外部連結
- More information and project documents（页面存档备份，存于）